# Uttenreuth
Uttenreuth település Németországban, azon belül Bajorországban. Lakosainak száma 5007 fő (2023. december 31.). Uttenreuth Kalchreuth, Spardorf és Buckenhof községekkel határos.

## Népesség
A település népessége az elmúlt években az alábbi módon változott:
| Lakosok száma | 519  | 1389 | 3662 | 4608 | 4899 | 5020 | 5073 | 5083 | 5046 | 5007 |
|               | 1875 | 1950 | 1975 | 1987 | 2012 | 2014 | 2016 | 2017 | 2021 | 2023 |